# Atholus laequatus
Atholus laequatus är en skalbaggsart som först beskrevs av Lewis 1905.  Atholus laequatus ingår i släktet Atholus och familjen stumpbaggar. Inga underarter finns listade i Catalogue of Life.